# Hermann Wilhelm Vogel

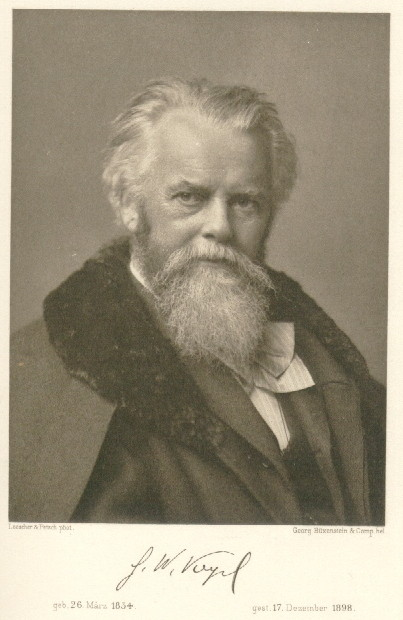
Bild einer Todesanzeige von Vogel, erschienen 1898 in den Photographische Mitteilungen

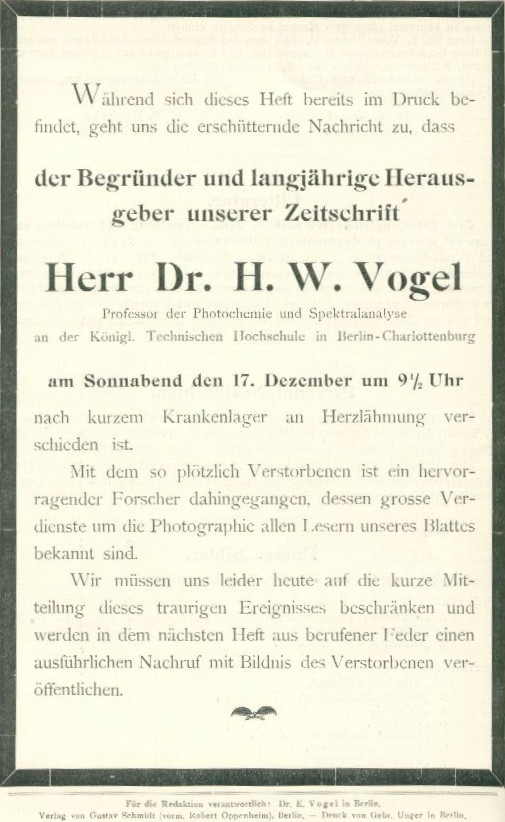
Todesanzeige Hermann Wilhelm Vogel vom 17. Dezember 1898 in den Photographischen Mitteilungen 1898

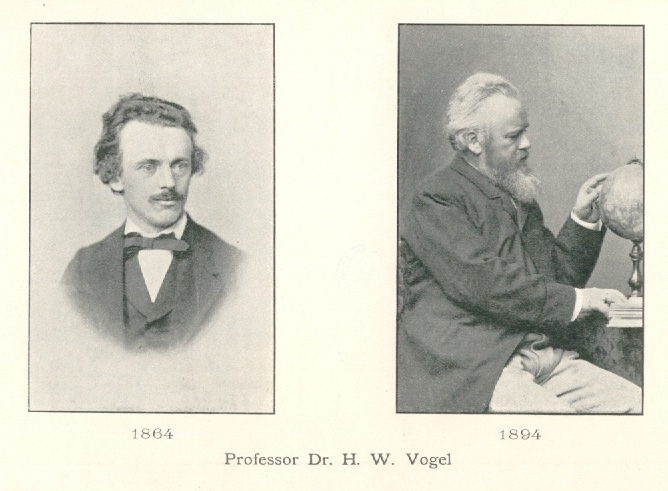
Vogel im Jahre 1864 und 1894

Hermann Wilhelm Vogel (* 26. März 1834 in Dobrilugk, Königreich Preußen; † 17. Dezember 1898 in Grunewald) war ein deutscher Fotochemiker und Entdecker der Farbsensibilatoren für die naturgetreue Farbwiedergabe von Fotografien.

## Leben
Vogel ging bis 1845 zur Schule in Dobrilugk, wo er anschließend 1848–51 mit Unterbrechungen eine Kaufmannslehre absolvierte. Danach studierte er Chemie und Physik an der Gewerbeakademie Berlin und war seit 1858 Assistent von Karl Friedrich Rammelsberg und Heinrich Wilhelm Dove sowie seit 1860 Assistent von Gustav Rose am mineralogischen Museum. 1863 gründete er „zusammen mit einigen Freunden den ‚Photographischen Verein zu Berlin‘“, aus dem 1869 der bis Ende des 19. Jahrhunderts von ihm geleitete Verein zur Förderung der Photographie hervorging; auch gab er seit 1864 die Photographischen Mitteilungen (Berlin) heraus. Zugleich übernahm er 1864 den Lehrstuhl für Photochemie an der Berliner Gewerbeakademie.
1865 besuchte er die photographischen Ateliers in Prag, Dresden, Berlin, Potsdam und das von Jacob Wothly in Aachen. Über diese Reise führte er Tagebuch. In dieser Zeit trat er auch der Société française de Wothlytypie bei und erhielt von diesem die Lizenz zur Anfertigung von Bildern nach dem neuartigen Wothlytypie-Verfahren.
1868 war er Mitglied der norddeutschen nach Aden entsandten Expedition zur Beobachtung der Sonnenfinsternis vom 18. August 1868 und der oberägyptischen Expedition. 1870 ging er zum Photographenkongreß nach Cleveland (Ohio) und bereiste den Norden der USA und Kanada. Ende 1870 beteiligte er sich an der nach Sizilien gehenden englischen Sonnenfinsternisexpedition und 1875 an der Sonnenfinsternisexpedition nach den Nikobaren.
1876 wurde Hermann Vogel von der deutschen Regierung zum Mitglied der Internationalen Jury für Photographie, Lithographie und Öldruck auf der Weltausstellung in Philadelphia ernannt. 1883 bereiste er abermals Nordamerika. Ab 1872 war er Vorsitzender des Vereins für deutsches Kunstgewerbe und ab 1884 Vorsteher des phototechnischen Laboratoriums der Technischen Hochschule in Charlottenburg. 1885 wurde er zum Mitglied der Deutschen Akademie der Naturforscher Leopoldina gewählt.
Hermann Vogel war verheiratet; sein Sohn Ernst wurde am 23. Juli 1866 geboren.
Mit dem Fotochemiker und Erfinder Johann Baptist Obernetter arbeitete Vogel über orthochromatische Prozesse, die Bilder farbiger Gegenstände in richtigem Tonwert liefern.

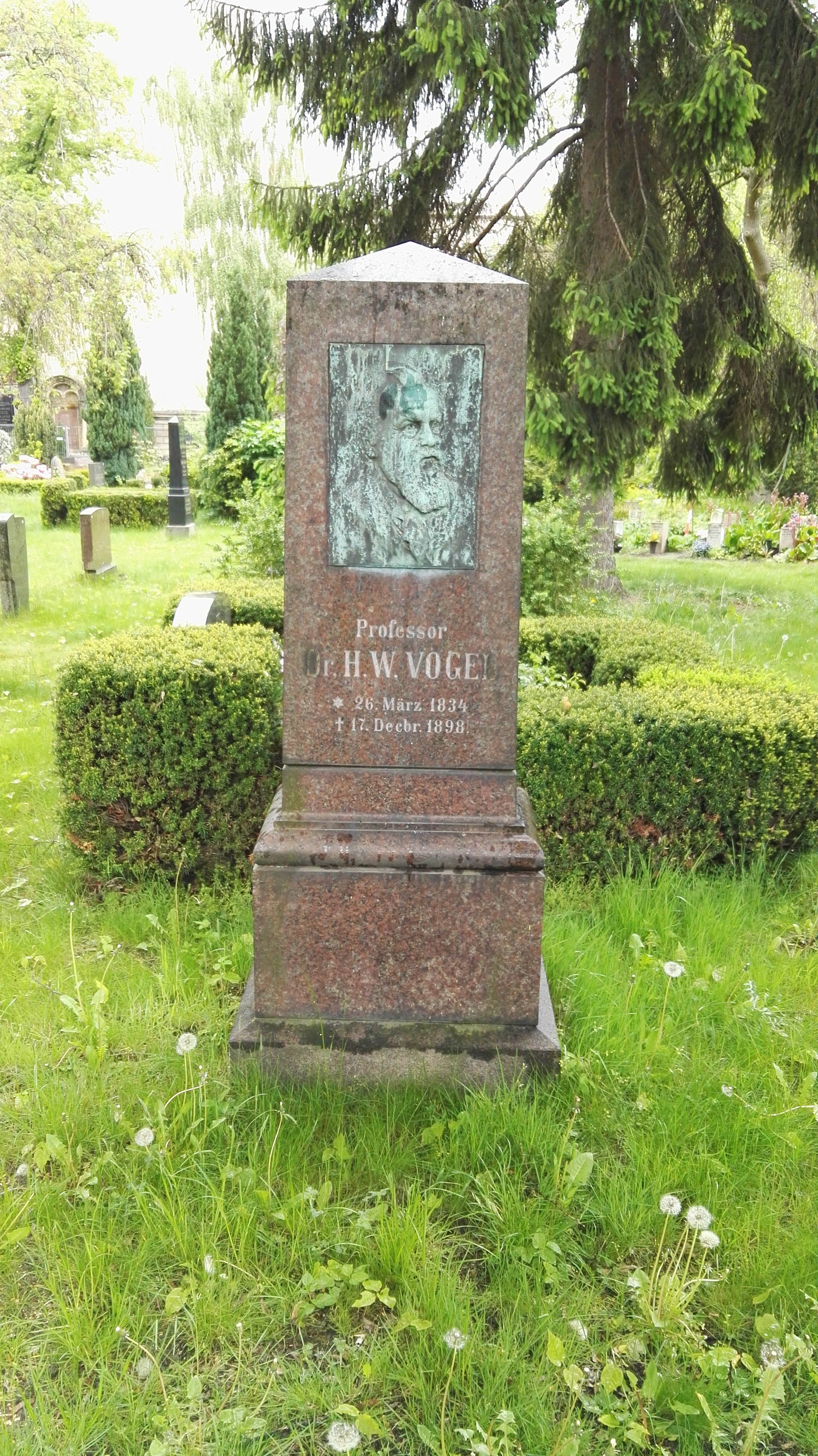
Grabstein auf dem Alten Zwölf-Apostel-Friedhof in Berlin-Schöneberg

Vogel starb am 17. Dezember 1898 um 9:30 an Herzversagen und wurde auf dem Alten Zwölf-Apostel-Kirchhof in Berlin-Schöneberg beigesetzt. Ihm zu Ehren erhielt am 26. August 1965 in einem Quartier, in dem die Straßen nach Pionieren der Fototechnik benannt wurden, die Vogelzeile in Spandau, Ortsteil Staaken ihren Namen. Sie liegt zwischen dem Meydenbauerweg und der Gruberzeile. Ferner ist der Vogel-Gletscher in der Antarktis nach ihm benannt.

## Werk, Bedeutung und Schüler
Vogels Untersuchungen erstrecken sich über alle Gebiete der Fotografie. Besonders hervorzuheben sind:
- Die Untersuchungen über die Sensibilisatoren, die ihn 1873 zu der Entdeckung führten, Gegenstände in den richtigen Tonwerten aufnehmen zu können.
- Seine Arbeiten über alkalische Entwicklung (Kollodium, Silberbäder, Pigmentdruck)
- Fotografischen Studien über Perspektive und über die Prinzipien der Beleuchtung und Atelierkonstruktion (1869)
- Die Versuche über die Leistungsfähigkeit von Linsen sowie
- sein Photometer.

Ab 1873 beschäftigte er sich spezieller mit Spektralfotografie und Spektralanalyse, auch konstruierte er 1877 ein Universalspektroskop. Vogel galt als überzeugter Verfechter der nach Jacob Wothly benannten „Wothlytypie“.
Zu den bekanntesten und profiliertesten Fotografieschülern Vogels gehört Alfred Stieglitz. Ein weiterer bedeutender Schüler Vogels war Karl Schwier, der in Weimar den Deutschen Photographen-Verein begründete. Schwier wiederum war seit 1872 Sozius von Heinrich Hardtmuth in Weimar.

## Veröffentlichungen (Auswahl)
- Photochemie und Beschreibung der photographischen Chemikalien. 5. Auflage. Gustav Schmidt, Berlin 1906, (Textarchiv – Internet Archive).
- Die Photographie farbiger Gegenstände in den richtigen Tonverhältnissen. Robert Oppenheim, Berlin 1885, (Textarchiv – Internet Archive).
- Über das Spiritistentreiben. Berlin 1880.
- Lichtbilder nach der Natur. A. Hofmann & Comp., Berlin 1879, (Textarchiv – Internet Archive).
- Vom Indischen Ozean bis zum Goldland. Reisebeobachtungen (Berlin 1877)
- Praktische Spektralanalyse irdischer Stoffe, C. H. Beck, 1877.
- Die chemischen Wirkungen des Lichts und die Photographie in ihrer Anwendung in Kunst, Wissenschaft und Industrie. F.A. Brockhaus, Leipzig 1874; (Textarchiv – Internet Archive).
- Photographisches Taschenwörterbuch. Robert Oppenheim, Berlin 1872, (Digitalisat)
- Lehrbuch der Photographie. Robert Oppenheim, Berlin 1870; (archive.org).
- Bilder aus dem Thiergarten. Nach der Natur photographiert von Dr. H. Vogel, Louis Gerschel, Berlin 1866, (Digitalisat, 10 Bilder, Städel Museum, Frankfurt am Main, Eigentum des Städelschen Museums-Vereins e. V.)
- Die Photographie auf der Londoner Weltausstellung des Jahres 1862. H. Neuhoff, Braunschweig 1863, (Abschnittsweise erschienen in Photographische Monatshefte. Band 1 und 2, Neuhof, Braunschweig, 1862 u.1863, Digitalisat).

### Artikel in denPhotographischen Mitteilungen

#### 9. Jg., 1873
- Studien über die Perspective in der Landschaftsphotographie, S. 271–273 und 293–296
- Versuche über die Empfindlichkeit der Collodien, Mittheilungen aus dem photographischen Atelier der Königlichen Gewerbe-Akademie, S. 239–242
- Über das Verstärken und Fixieren bereits lackierter Negative, S. 164–167
- Photographie in den Centralkarpathen, S. 135–140
- Die Trockenplattenphotographie und die Sensibilatoren, S. 112–116
- Über alkalische Entwicklung, Mittheilungen aus dem photographischen Atelier der Königlichen Gewerbe-Akademie, S. 87–89 und 108–112

#### 8. Jg., 1872
- Eine photographische Tour in den Central-Karpathen, S. 164–173
- Über das unsichtbare photographische Bild, Mittheilungen aus dem photographischen Atelier der Königlichen Gewerbe-Akademie, S. 160–164

#### 7. Jg., 1871
- Die totale Sonnenfinsternis in Sicilien, S. 250–258
- Astronomische Photographie in Amerika, S. 222–228
- Photographie in Amerika, S. 197–202
- Über Naturphotographie, S. 176–178
- Brief an H. Hartmann, S. 161–167
- Brief an H. Hartmann, S. 129–133
- Briefe an H. Hartmann, S. 107–115
- Brief an H. Hartmann, S. 82–86
- Photographische Studien über Perspective, S. 39–44

### Artikel imPolytechnischen Journal
- Artikel von/über Hermann Wilhelm Vogel im Polytechnischen Journal

## Ehrungen und Auszeichnungen
- Ehrenmitglied der „Pennsylvania Photographic Society“ im Jahr 1870[13]
- das Prädicat Professor in Anerkennung seiner Wirksamkeit als Lehrer der Königlichen Gewerbe-Akademie[14] (1873)
- Ritterkreuz des Franz-Josef-Orden[15] (1873)
- 1874: Ehrenmitglied der „Photographischen Gesellschaft in Wien“[16]
- Roter Adlerorden, vierte Klasse[17]
- Ehrenmitglied „Société photographique de Sued Ouest“ in Angouleme[17]
- 1888: Ehrenmitglied des „Vereins zur Förderung der Photographie“, Berlin[18]
- 1889: Ehrenmitglied der „Deutschen Gesellschaft von Freunden der Photographie“, Berlin[19]
- 1889: Ehrenmitglied der „Schlesischen Gesellschaft von Freunden der Photographie“, Breslau[20]
- 1893: Goldene Gesellschaftsmedaille der „Wiener Photographischen Gesellschaft“, Wien[21]
- 1894: Kronenorden Dritter Klasse[22]
- der Titel „Professor“ als Dozent der Photographie an dem Dresdner Polyechnikum[23] (1896)
- Ehrenmitglied der „Kaiserlich russischen Gesellschaft für Naturwissenschaften, Anthropologie und Ethnologie in Moskau“ (1897)[24]